# Halocyphina
Halocyphina is een monotypisch geslacht van schimmels behorend tot de familie Niaceae. Het bevat alleen Halocyphina villosa.